# Velda Johnston
Pour les articles homonymes, voir Johnston.
Velda Johnston, née le 31 mai 1912 en Missouri et morte le 1er janvier 1997 à San Bernardino, Californie, est une auteure américaine de roman policier. Elle a également signé des romans d'amour sous le pseudonyme Veronica Jason.

## Biographie
Elle passe son enfance et fait ses études en Californie. Encore étudiante, elle fait déjà paraître des nouvelles sentimentales dans des magazines américains.  Mariée, elle s’installe avec son époux dans un appartement new-yorkais. Le couple possède également une maison à Long Island. Plusieurs de ses quelque trente romans policiers, publiés à partir de 1968, se situent d’ailleurs à New York et ses environs, mais l’auteur utilise volontiers les décors courants du récit sentimental, notamment Venise et Hollywood.
Velda Johnston met en scène dans tous ses récits policiers une héroïne fragile, mais indépendante et courageuse, qui parvient à tirer au clair par des qualités remarquables de déduction des meurtres ou des disparitions mystérieuses en fouillant le sombre passé de ses proches et amis.  Elle modernise donc les ressorts de l’école Had I but known (en) (Si J’avais Su) et du roman gothique.

## Œuvre

### Romans

#### Romans policiers signés Velda Johnston
- Along a Dark Path (1968) Publié en français sous le titre Le Trou de mémoire, Paris, Presses de la Cité, Un mystère 2e série no 88, 1968
- House Above Hollywood (1968)
- A Howling in the Woods (1968)
- I Came to a Castle ou Castle Perilous (1969)
- The Light in the Swamp (1970)
- The Face in the Shadows (1971) Publié en français sous le titre Une vilaine petite mare, Paris, Librairie des Champs-Élysées, Le Masque no 1230, 1972 ; réédition, Paris, Librairie des Champs-Élysées, Club des Masques no 466, 1982
- The People on the Hill ou Circle of Evil (1971) Publié en français sous le titre Les Gens de la colline, Paris, Librairie des Champs-Élysées, Le Masque no 1203, 1972 ; réédition, Paris, Librairie des Champs-Élysées, Club des Masques no 355, 1978
- The Phantom Cottage (1971) Publié en français sous le titre Laurabelle, Paris, Librairie des Champs-Élysées, Le Masque no 1178, 1971 ; réédition, Paris, Librairie des Champs-Élysées, Club des Masques no 338, 1978
- The Late Mrs. Fonsell (1972) Publié en français sous le titre Les Deux Mrs. Fonsell, Paris, Presses de la Cité, 1973
- The Mourning Trees (1972) Publié en français sous le titre Les Arbres de Josué, Paris, Librairie des Champs-Élysées, Le Masque no 1270, 1973 ; réédition, Paris, Librairie des Champs-Élysées, Club des Masques no 395, 1980
- Masquerade in Venice (1973)
- The White Pavilion (1973)
- I Came to the Highlands (1974)
- The House on the Left Bank (1975)
- A Room with Dark Mirrors (1975)
- Deveron Hall (1976)
- The Frenchman (1976)
- The Etruscan Smile (1977)
- The Hour Before Midnight (1978) Publié en français sous le titre Une heure avant minuit, Paris, Presses de la Cité, coll. Romans, 1980
- The People from the Sea (1979) Publié en français sous le titre Incendie à bord, Paris, Librairie des Champs-Élysées, Le Masque no 1652, 1981
- The Silver Dolphin (1979) Publié en français sous le titre Le Dauphin d’argent, Paris, Presses de la Cité, coll. Romans, 1981
- A Presence in an Empty Room (1980)
- The Stone Maiden (1980)
- The Fateful Summer (1981)
- The Other Karen (1983)
- Voice in the Night (1984)
- The Crystal Cat (1985)
- Fatal Affair (1986)
- The Girl on the Beach (1987)
- The House on Bostwick Square (1987)
- The Man at Windmere (1988)
- Flight to Yesterday (1990)
- The Underground Stream (1991)
- House of Illusion (2001), publication posthume

#### Romans d'amour signés Veronica Jason
- Never Call it Love (1978)
- So Wild a Heart (1981)
- Wild Winds of Love (1982)

### Nouvelles
- Dear Heartbroken (1937)
- Great American Husband (1938)
- Valentine in Gunsmoke (1939)
- Two Walked in Danger (1943)
- Heart at Sea (1943)
- Darling, I Bring You Danger (1946)
- They Met in Brooklyn (1946)
- Dark Angel (1947)
- Trudy Makes News (1947)
- Leading Lady (1949)
- Dark Is My Destiny (1949)
- Exit, Running (1950)
- The Built-in Smile (1951)
- No Escape from Love (1952)
- I Remember, I Remember— (1954)
- Those High-Society Blues (1954)

## Sources
- Jacques Baudou et Jean-Jacques Schleret, Le Vrai Visage du Masque, vol. 1, Paris, Futuropolis, 1984, 476 p. (OCLC 311506692), p. 257-258.
- Anne Martinetti, Le Masque" : histoire d'une collection, Amiens, Encrage, coll. « Références » (no 3), 1997, 143 p. (ISBN 978-2-906389-82-3 et 290638982X, OCLC 417074055), p. 78-79.
- Claude Mesplède (dir.) et François Guérif (préf. François Guérif), Dictionnaire des littératures policières, vol. 2 : J-Z, Nantes, Joseph K, coll. « Temps noir », 2003, 918 p. (ISBN 978-2-910686-32-1 et 2910686329, OCLC 491057106), p. 49-50.